# Angelo Pagani
Angelo Pagani (Mariano Comense, 4 augustus 1988) is een Italiaans voormalig wielrenner. In 2006 werd hij tweede op het Italiaanse kampioenschap tijdrijden voor junioren, achter Adriano Malori.

## Belangrijkste overwinningen
2010
- 2e etappe Giro delle Regioni

2012
- Jongerenklassement Ronde van Oostenrijk
- 1e etappe deel B Ronde van Padanië (ploegentijdrit)

## Resultaten in voornaamste wedstrijden
| Jaar | Ronde van Italië | Ronde van Frankrijk | Ronde van Spanje |
| ---- | ---------------- | ------------------- | ---------------- |
| 2012 | 97e              |                     |                  |
| 2014 |                  |                     |                  |

| Jaar | Amstel Gold Race |
| ---- | ---------------- |
| 2012 |                  |
| 2014 | 58e              |